# Manfred Heidmann
Manfred Heidmann (* 27. Dezember 1923 in Lübeck; † 19. Mai 2020 in Essen) war ein deutscher Schauspieler, Sänger, Hörspiel-, Synchron- und Nachrichtensprecher.

## Leben
Der Sohn des Schauspielers und Regisseurs Karl Heidmann stand bereits achtjährig in einer Theateradaption von Emil und die Detektive beim Theater Lübeck auf der Bühne. Nach dem Besuch des Realgymnasiums erhielt er von seinem Vater Schauspielunterricht.
1940 trat er sein erstes Engagement am Theater Potsdam an, danach spielte er an den Berliner Künstlerbühnen. Nach Kriegsende folgten Auftritte am Theater der Stadt Essen, am Theater Lübeck und an den Städtischen Bühnen in Frankfurt am Main.
Von 1951 bis 1960 gehörte er zum Ensemble des Bochumer Schauspielhauses unter Hans Schalla. Als freier Schauspieler war er dort noch bis 1972 ständiger Gast. Wichtige Rollen in Bochum waren die Titelfigur in Der aufhaltsame Aufstieg des Arturo Ui, Heinrich in Der Teufel und der liebe Gott, Bolingbroke in Das Glas Wasser, Higgins in Shaws Pygmalion und der Papst in Der Stellvertreter.
Bei den Ruhrfestspielen in Recklinghausen verkörperte er Graf Almaviva in Der tolle Tag oder Figaros Hochzeit und Scholz in Wedekinds Der Marquis von Keith. An den Bühnen der Stadt Bonn war er als Macheath in der Dreigroschenoper zu sehen und 1981 bei einer Tournee als Werhahn in Hauptmanns Der rote Hahn. Weitere Auftritte führten ihn an das Deutsche Schauspielhaus in Hamburg und an das Staatstheater Stuttgart.
Als Flugschüler Ludwig Mommsen gab Heidmann 1941 sein Filmdebüt in dem Rühmann-Film Quax, der Bruchpilot. Als Sänger des Liedes Heimat, deine Sterne hatte er einen nicht unbeträchtlichen Anteil am großen Erfolg dieses Filmes. Weitere im Berliner Rundfunk von ihm gesungene Schlager lauteten Wenn unser Berlin auch verdunkelt ist, Es war ein Mädchen und ein Matrose und Grüß mir die Berolina nach der Melodie von Franz Grothe. Danach wirkte er vorwiegend als Theaterschauspieler, bis er in den 1960er Jahren seine Arbeit beim Fernsehen intensivierte. Besonders bekannt wurde er von 1970 bis 1984 als Saarbrücker Kommissar Schäfermann in acht Folgen der Krimireihe Tatort. Er betätigte sich auch als Synchron- und Hörspielsprecher sowie als Nachrichtensprecher bei der Deutschen Welle.
Heidmann war auch in sehr vielen Hörspielproduktionen als Sprecher tätig, so beispielsweise auch in zwei der berühmten Paul-Temple-Hörspielen, nämlich 1962 in Paul Temple und der Fall Margo (Regie: Eduard Hermann) und 1967 in Paul Temple und der Fall Alex (Regie: Otto Düben).

## Filmografie
| - 1941: Quax, der Bruchpilot - 1958: Madeleine und der Legionär - 1961: Spanische Legende - 1961: Die kahle Sängerin - 1961: Inspektor Hornleigh greift ein... – Der Mann aus Taganjika - 1962: Die Kollektion - 1963: Kean - 1964: Tim Frazer – Der Fall Salinger (Durbridge-Mehrteiler, 6 Folgen) - 1966: Miranda - 1966: Das heilige Experiment - 1967: Das Amulett (Serie Das Kriminalmuseum) - 1968: Berliner Antigone - 1969: Tagebuch eines Frauenmörders - 1970: Tatort – Saarbrücken, an einem Montag … | - 1973: Tatort – Kressin und die zwei Damen aus Jade (als Gastkommissar) - 1973: Tatort – Das fehlende Gewicht - 1974: Graf Yoster gibt sich die Ehre – Vier Herren spielen Poker - 1975: Die Fälle des Herrn Konstantin (Serie, 26 Folgen) - 1976: Notarztwagen 7 (Serie) - 1977: Tatort – Flieder für Jaczek (als Gastkommissar) - 1977: Tatort – Wer andern eine Grube gräbt … - 1978: Sechs Millionen (Mehrteiler) - 1979: Tatort – 30 Liter Super - 1980: Tatort – Tote reisen nicht umsonst - 1981: Der Bruch (Serie Achtung Zoll!) - 1984: Tatort – Geburtstagsgrüße - 1985: Zwischen den Zeiten |